# Pulau Sakala
Pulau Sakala är en ö i Indonesien.   Den ligger i provinsen Jawa Timur, i den sydvästra delen av landet, 1 000 km öster om huvudstaden Jakarta. Arean är 6,0 kvadratkilometer.
Terrängen på Pulau Sakala är mycket platt. Öns högsta punkt är 14 meter över havet. Den sträcker sig 2,5 kilometer i nord-sydlig riktning, och 3,9 kilometer i öst-västlig riktning.